# Mejor Navidad ¡Imposible!
Mejor Navidad ¡Imposible! (título original en inglés: Best. Christmas. Ever.) es una película de comedia romántica navideña estadounidense de 2023 dirigida por Mary Lambert y escrita por Todd Gallicano y Charles Shyer. La película está protagonizada por Heather Graham, Brandy Norwood, Matt Cedeño y Jason Biggs.

## Reparto
- Heather Graham como Charlotte Sanders[1]
- Brandy Norwood como Jackie Jennings[1]
- Jason Biggs como Rob Sanders[1]
- Matt Cedeño como Valentino[1]
- Wyatt Hunt como Grant Sanders
- Abby Villasmil como Dora Sanders
- Madison Skye Validum como Beatrix Jennings
- Nadia Sine como Rose McCaffrey
- Janet Lo como Keiko

## Estreno
Best. Christmas. Ever. fue estrenada por Netflix el 16 de noviembre de 2023. Fue un éxito en Netflix. Debutó en el número 1 en el servicio de streaming y en el número 2 a nivel mundial con 22.3 millones de horas para un total de 16.3 millones de visitas. Ocupa el segundo lugar en el Top 10 mundial detrás de El asesino de David Fincher.